# Frassignoni
Frassignoni è una frazione del comune italiano di Sambuca Pistoiese, nella provincia di Pistoia, in Toscana.

## Geografia fisica
La frazione è costituita da un insieme di borgate situate sull'Appennino tosco-emiliano, più precisamente sul fianco destro della Valle del Fiume Reno, sul versante Nord-Occidentale del Monte Pidocchina. Sotto la vetta del Monte Pidocchina a 1 144 metri di altezza si trova un piccolo centro servizi con un'area che fu sfruttata per lo sci alpino fino ai primi anni '90.

## Monumenti e luoghi d'interesse
- Chiesa di Santa Maria e Carlo, edificio di culto della frazione, presso la borgata La Chiesa, risale al XVII secolo e fu elevata a sede parrocchiale nel 1784.[1] La parrocchia è stata soppressa nel XX secolo. La facciata è preceduta da un portico con colonne di pietra arenaria, realizzato nel XIX secolo.[1]

## Geografia antropica
Una strada asfaltata sale dal paese di Pracchia e raggiunge via via le varie località, anche grazie ad alcune diramazioni secondarie. Il nucleo principale costituito dai borghi La Chiesa e Case Andreani, si trova a 2,5 km da Pracchia.
- Il Masseto, situato ad un'altitudine di 646 m
- La Bambocchia, situato ad un'altitudine di 652 m
- Case Novelli, situato ad un'altitudine di 670 m
- Case Martinelli, situato ad un'altitudine di 703 m
- Case Santini, situato ad un'altitudine di 711 m
- Case Andreani, situato ad un'altitudine di 730 m, qui vi è la sede del circolo ricreativo del paese
- La Chiesa, situato ad un'altitudine di 744 m
- Case Rospi, situato ad un'altitudine di 784 m
- Pian della Viola, situato ad un'altitudine di 811 m
- Case Bezzi, situato ad un'altitudine di 857 m
- Bagaia, situato ad un'altitudine di 919 m
- Case Lucci, situato ad un'altitudine di 710 m